# Гексакварк
Гексакварк (также сексварк) — в физике элементарных частиц большое семейство гипотетических частиц, каждая из которых состоит из шести кварков или антикварков любых ароматов . Шесть составляющих кварков в любой из нескольких комбинаций могут дать нулевой цветовой заряд; например гексакварк может представлять собой два связанных друг с другом бариона  (дибарион), или три кварка и три антикварка. По прогнозам, после образования дибарионы будут достаточно стабильными.
Был предложен ряд экспериментов для обнаружения распадов и взаимодействий дибарионов. В 1990-х годах наблюдалось несколько возможных распадов дибариона, но они не были подтверждены.
Существует теория, что странные частицы, такие как гипероны и дибарионы могли образовываться внутри нейтронной звезды, изменяя её отношение массы к радиусу способами, которые могли бы быть обнаружимы. Соответственно, измерения нейтронных звёзд могут установить ограничения на возможные свойства дибариона. Большая часть нейтронов в нейтронной звезде может превратиться в гипероны и слиться в дибарионы во время ранней части её коллапса в чёрную дыру. Эти дибарионы очень быстро растворяются в кварк-глюонной плазме во время коллапса или переходят в неизвестное в настоящее время состояние вещества.

## Гексакварк d-star
В 2014 году в исследовательском центре Юлиха был обнаружен потенциальный дибарион с энергией 2380 МэВ. Исследователи утверждают, что подтвердили результаты 2011 года с помощью более воспроизводимого метода. Частица просуществовала 10−23 секунды и получила название d*(2380). Предполагается, что эта частица состоит из трёх верхних и трёх нижних кварков и была предложена в качестве кандидата на тёмную материю.
Предполагается, что группы гексакварков d-star могут образовывать вещества, известные как конденсаты Бозе-Эйнштейна (БЭК) — вследствие преобладающих низких температур в ранней Вселенной — состояния, в котором они перекрываются и смешиваются друг с другом, подобно протонам и нейтронам внутри атомов. В некоторых условиях БЭК, состоящие из гексакварков с захваченными электронами, могут вести себя как тёмная материя.  По мнению исследователей, этот результат указывает на то, что в самые ранние моменты после Большого взрыва, когда космос медленно охлаждался, стабильные гексакварки d*(2830) могли образовываться вместе с барионной материей, и скорость образования этой частицы была бы достаточной для объяснения 85% массы Вселенной, которая считается тёмной материей.

## Дибарион H
В 1977 году Роберт Джаффе предположил, что, возможно, существует стабильный H-дибарион с кварковым составом udsuds, который формально можно считать результатом комбинации двух uds-гиперонов.  Расчёты показали, что эта частица является лёгкой и (мета)стабильной. На самом деле, для его распада требуется время, более чем вдвое превышающее возраст вселенной. Согласно анализу, гипотетический SU(3) аромат-синглет, высокосимметричный, глубоко связанный нейтральный скалярный гексакварк S = uuddss, который из-за своих особенностей избежал экспериментального обнаружения до настоящего времени, может рассматриваться в качестве кандидата на барионную тёмную материю. Однако существование этого состояния может противоречить стабильности ядер кислорода, что требует дальнейшего тщательного анализа.